# Iridopsis vicaria
Iridopsis vicaria là một loài bướm đêm trong họ Geometridae.